# Pará
Pará, federalna brazilska država koja se prostire na 1 247 689,5 km² porvršine (481 735,6 četvornih milja) u bazenu donjeg i srednjeg toka rijeke Amazone. Na sjeveru graniči s državom Amapá, Surinamom i Gvajanom, na sjeverozapadu s državom Roraima, na zapadu s Amazonasom, na jugu s Mato Grossom, i na istoku s Tocantinsom i Maranhãom. Po površini je u Brazilu na 2. mjestu, a po broju stanovnika (6 983 042, 2005.) na 9. mjestu. Glavni grad je Belém.

## Stanovništvo

### Indijanci
Akuriyó, Amanajú, Amanarawá, Amanayé, Amuimó, Anajá, Anambé, Anfíka, Animpokóimo, Antimilême, Apalaí, Ápama, Apehou, Apotianga, Apotó, Arakajú, Aramagóto (Arámayána), Arañi (Aranhí), Arapiyú, Arára do Pará (Ukarãgmã, Ukarãngmã, Araras, Arara), Arárau, Aratú (Aritu, Cuçary), Arawahô, Arawak, Araweté, Arayó, Arimihotó (Arimiyána), Asuriní do Tocantins, Asuriní do Xingu, Atúma, Awásene, Awi, Benaré, Bichareerem, Carapeuara, Caripurá, Charúma (Xáruma), Chichayákere, Chiriwiyána (Tchiriwiyána), Diáu, Duludy, Dióre (Usikring, Sikri, Dyóre), Emerillons, Ewarhoyána, Faranakarú-Mawari, Faruarú, Gavião do Pará (Gavião do Mãe Maria, Parkatejê), Gorotire, Guahuara, Guaipina, Guajá (Awá, Avá), Guajará, Hiawahím, Hichkaruyána (Uruá), Hixkaryana, Honikó-imo, Hulariniam, Ichitchwáyana, Igapuitariyra, Ingahíba (Ingahyba, Nheengahyba), Ingarüne (Tchikaridjana), Inheiguara, Ituyána, Jakundá, Jamundá, Járupi, Joane, Jundiahi (Jundiahy), Juruna (Yuruna, Yudjá), Kaapina, Kahyana, Kaikuidyana, Kaikuxiâna, Kalina (Karina), Kamarapin, Kamáreyána, Kambóka, Kapaíre, Karafawyana, Karaháuyána, Karajá, Karambú, Kararaô, Katawian, Katuena, Kaüaná, Kaxuyana, Kayabi, Kayagádjana, Kayapó, Koani, Kokraimôro, Konduri, Kraptê, Kreen-Akarôre (Panará), Kuáyána (Keháyána), Kubenkrangnotí, Kubenkrankégn, Kukyána, Kumiyána, Kumuyána, Kupen-rop, Kuriató, Kuruáya, Kurúmuyána, Kurupitü, Maipuridjana, Makapaí, Mamayaná, Manikuéra, Maopitian (Mawakwa, Mawákua, Mapidian, Mapidians, Maopityan), Mapuá, Marácha, Marachó (Marah.tchó, Maradjó, Marajó), Marawaná, Matchukiu, Mawaiâna (Mawayana, Mauaiana), Mawé, Mek.yána, Menkrangnotí, Merêwá, Mohéyána, Munduruku, Mureyána, Muriva, Ñawañen, Nêrêyó, Opuluí (Opuruí), Ororikó, Ouayéoués, Pachkyána, Pakaanova, Pakajá, Pãkufádjana, Parakanã, Parik.yána, Parikotó, Parintintin, Pariri, Patagádjana, Pauxí (Pawiyána), Pianoi, Pianóika, Pianoisi, Pianokotó, Piapái, Prêh.noma, Prôu.yána (Práuyána), Ptaitóno, Puchúma, Puináve, Purukaród, Rêpeworiworimó, Rereyána, Sakáka, Salumã (Enauenê-Nawê, Enauenê-Naué, Salumá), Sapupé, Seribá (Seribaimë), Sikiana (Chiquena), Siparigóto, Suruí do Tocantins, Tagari, Taipe-Xixí, Takayúna, Tanyána, Tapajó, Tapakurá, Tapiráwa, Tapuiusú, Taripiyó, Tchágoyána, Tcháuráumare, Tcháwiyána, Tcherêu (Serêú), Tchiháyána, Tchorôayâna, Tchumortá, Tchurutáyána, Tembé, Timbó, Timirém, Tiriyó, Tocantin, Totó, Totó-Imó, Totókumu, Totoró, Tunayana (Okoimoyána), Tupinambá, Tupinambarana, Turiwara, Uayamanã, Upuruí, Urini, Urubu, Urumán.yána, Urupá (Gurupá, Arupá), Ururucú, Wabói, Waiwái, Waihayána, Wanapú, Wapixana, Wár.yána, Warikyana (Arikêna, Arikiená), Waripi, Wayampi (Oyampi), Wayana (Oyana), Wayarikuré, Wêyána, Woiremêyána, Wonawá (Wanawá), Worêyána, Woyárama, Xereu, Xikrin, Xipaya, Yaiheyána, Yaskuriyána, Yawáremeyána, Zo’é, Zurumata.